# Роман Костомаров: Рождённый дважды
«Рома́н Костома́ров: Рождённый два́жды» — документальный фильм режиссёра Михаила Щедринского о болезни и реабилитации Романа Костомарова. Рабочее название фильма — «Путь тореадора». Производством картины занималась компания «Реникса» при поддержке Института развития интернета.
9 марта 2024 года фильм вышел в российский прокат, а на платформе Wink состоялась цифровая премьера мини-сериала — расширенной 4-серийной версии картины. 
Фильм показали более чем в 300 кинотеатрах по всей стране, а позднее он вошёл в конкурсные и внеконкурсные программы более 20 российских и международных кинофестивалей.

## Сюжет
10 января 2023 года олимпийский чемпион Роман Костомаров был экстренно госпитализирован в реанимацию больницы в Коммунарке. На фоне осложнений после гриппа у спортсмена нарушилось кровообращение в конечностях, а затем последовала ампутация. Врачи сражались за жизнь Костомарова, а члены семьи, друзья, коллеги и поклонники продолжали верить в чудо.
Спустя время олимпийскому чемпиону предстояло научиться заново ходить, кататься на коньках и впервые после болезни выступить в паре с Татьяной Навкой на юбилейном шоу Ильи Авербуха «Вместе и навсегда» 17 декабря 2023 года.

## Участники фильма
- Роман Костомаров
- Оксана Домнина — жена Романа, бронзовый призёр Олимпийских игр, чемпионка мира, двукратная чемпионка Европы
- Валентина Николаевна Костомарова — мама Романа
- Сергей Иванович Костомаров — папа Романа
- Денис Костомаров — брат Романа
- Анастасия Костомарова — дочь Романа и Оксаны
- Илья Костомаров — сын Романа и Оксаны
- Максим Ставиский — двукратный чемпион мира в паре с Албеной Денковой
- Илья Авербух — призёр Олимпийских игр, хореограф-постановщик, продюсер ледовых шоу и спортивных мероприятий
- Эльчин Азизов — солист Большого театра России
- Елена Вайцеховская — чемпионка Олимпийских игр, спортивный журналист
- Алёна Бабенко — актриса
- Василий Купрейчик — заместитель главного врача по медицинской части ГБУЗ «ММКЦ „Коммунарка“ ДЗМ»
- Денис Проценко — директор ГБУЗ «ММКЦ „Коммунарка“ ДЗМ»
- Никита Матюшков — заведующий отделением реанимации и интенсивной терапии ГБУЗ «ММКЦ "Коммунарка" ДЗМ»
- Елена Асташкина — старшая медицинская сестра ГБУЗ «ММКЦ „Коммунарка“ ДЗМ»
- Барбара Фузар-Поли — бронзовый призёр Олимпийских игр, чемпионка мира и Европы
- Татьяна Навка — чемпионка Олимпийских игр, двукратная чемпионка мира, трёхкратная чемпионка Европы
- Александр Жулин — серебряный и бронзовый призёр Олимпийских игр, чемпион мира и Европы, заслуженный тренер России
- Дмитрий Песков — пресс-секретарь президента РФ
- Маурицио Маргальо — бронзовый призёр Олимпийских игр, чемпион мира и Европы
- Алексей Ягудин — чемпион Олимпийских игр, четырёхкратный чемпион мира, трёхкратный чемпион Европы
- Егор Навроцкий — реабилитолог
- Алексей Мишин — заслуженный мастер спорта СССР, профессор Университета спорта и здоровья им. П. Ф. Лесгафта

## История создания
Съёмки проекта проходили около трёх месяцев: начались в ноябре 2023 года и завершились 9 февраля 2024 года. Группа в составе режиссёра и продюсеров наблюдала за реабилитацией спортсмена и находилась рядом с ним.
В качестве интервьюера выступил заместитель главного редактора интернет-портала «Спорт-Экспресс» Максим Алланазаров.
В процессе работы над фильмом было отснято около 30 часов интервью, но не весь материал вошёл даже в 4-серийную версию.
20 февраля 2024 года был выпущен трейлер фильма.
7 марта 2024 года закрытый показ фильма прошёл на выставке-форуме «Россия» на ВДНХ.

## Мнения о фильме
Фильм получил положительные оценки критиков, журналистов, деятелей медицины и искусства.
- Владимир Соловьёв, журналист, теле- и радиоведущий:

Приятно наблюдать за тем, как вслед за успехами отечественного игрового кино, в России возрождается документальное.
- Яна Левхина, «Чемпионат»:

Здесь действительно есть моменты, на которых невозможно не прослезиться, но есть и много позитивных кадров, которые вызывают смех. В целом картина получилась очень вдохновляющей и жизнеутверждающей.
- Дмитрий Кузнецов, «Спорт-Экспресс»:

Костомаров — герой точно непростой, но точно герой. К нему можно по-разному относиться, но его юмор в такой инфернальной ситуации подкупает. Команда, работавшая над лентой, рассказала историю через знаковую музыку «Кармен», с забавными и одновременно страшными моментами стягивания коньков с «ног» («Вы мне её оторвали», — жалуется Роман в одной из сцен), без лубочной топорности. И это здорово.
- Елена Вайцеховская, спортивный журналист, олимпийская чемпионка по прыжкам в воду:

Создатели фильма сумели показать ужасающий драматизм сюжета через очень простые слова, действия, прикосновения. Нет ни одной видимой попытки усилить накал трагедии, но как раз поэтому фильм пробирает до костей. В каких-то местах ты смеёшься вместе с героями (и таких моментов в фильме немало), и тут же запоздалой волной накрывает реальность. Накрывает тебя, не героев — они живут в этой реальности уже второй год совершенно буднично. Тебя же бросают туда, вглубь экрана, в самое пекло, и ты вообще перестаёшь понимать, как такое может быть, как с таким можно смириться и как такое можно преодолеть.
- Татьяна Свищёва, психолог:

Фильм о любви, борьбе, желании жить и встать опять на коньки. Фильм о борьбе и победе.
- Рената Белялова, «Комсомольская правда-Афиша»:

Документальный фильм о том, как человек с невероятной внутренней силой, лишившийся конечностей, сумел не только встать на ноги, но и вернуться на лёд.
- Вера Цветкова, «Независимая газета»:

Это лучшее высказывание о любви, причём с реальными персонажами!
- Елизавета Замятина, «Вести—Урал»:

[фильм] дарит надежду всем зрителям: никогда не надо падать духом, чтобы ни произошло в жизни.

## Награды
- 2024 — Приз Президента фестиваля (Роман Костомаров) и Специальный диплом жюри героям фильма «За любовь» (Роман Костомаров, Оксана Домнина) на ХIII Московском международном кинофестивале «Будем жить»[23].
- 2024 — Гран-при XVII Международного кинофестиваля «Соль земли» в Самаре[24].
- 2024 — Диплом финалиста VIII Фестиваля документального кино стран СНГ «Евразия.DOC»[25]
- 2024 — Специальный приз «Российской газеты» «За умение видеть главное» на XXXV Открытом фестивале документального кино «Россия»[26].
- 2024 — Дипломы жюри I Международного фестиваля паралимпийского кино «Преодоление» в Липецке[27].
- 2024 — Приз зрительских симпатий «Выбор симферопольцев» на XVI Всероссийском кинофестивале «Человек, познающий мир» в Симферополе[28].
- 2024 — Лучший документальный фильм IV Международного кинофестиваля «Свидание с Россией. Территория народного единства» в Архангельске[29].
- 2024 — Приз зрительских симпатий на XVIII Открытом фестивале документального кино «Сибирь» в Омске[30].
- 2024 — Победитель в номинации «Документальный фильм до 90 минут» XVI Международного кинофестиваля «Северный характер» в Мурманске[31].
- 2024 — Гран-при в профессиональной категории «Вместе» на X Венгерском фестивале инклюзивного кино в Будапеште[32].
- 2024 — Награда в категории «Лучший главный герой» (Роман Костомаров) на XLIV Международном фестивале спортивного кино Paladino d’Oro Sport Film Festival в Палермо[33][34].